# Negativer Utilitarismus
Der negative Utilitarismus ist eine ethische Theorie, die wie andere Varianten des Utilitarismus moralische Handlungen auf Basis ihrer Konsequenzen beurteilt. Im Gegensatz zum klassischen oder positiven Utilitarismus, welche die Maximierung von Glück in den Vordergrund stellen, wird im negativen Utilitarismus der Minimierung von Leid größeres Gewicht gegeben. Eine Handlung wird dann als moralisch richtig angesehen, wenn sie zu weniger Leid führt als alternative Handlungsoptionen.  Andere Ziele und Güter (wie die Maximierung von Glück im klassischen Utilitarismus) haben keine oder nur nachgeordnete Bedeutung.

## Arten des negativen Utilitarismus
Es gibt viele verschiedene Arten von negativem Utilitarismus. Diese unterscheiden sich unter anderem dadurch, welches Gewicht sie positiven Erfahrungen (Glück) im Vergleich zu negativen Erfahrungen (Leid) zuordnen. Starke Varianten des negativen Utilitarismus betrachten ausschließlich Leid als ethisch relevant, während bei schwachen Formen des negativen Utilitarismus auch positiven Erfahrungen ein gewisses Gewicht zugeordnet wird, Leid aber als wichtiger angesehen wird. Außerdem wird auch unterschieden zwischen Versionen, die sich auf negative Erfahrungen (Leid) fokussieren, und dem negativen Präferenzutilitarismus oder Antifrustrationismus, bei dem verletzte Präferenzen die Basis bilden.
Im Gegensatz zum klassischen Präferenzutilitarismus ist im negativen Präferenzutilitarismus das Ziel, die Anzahl der verletzten Präferenzen zu minimieren, während der Erfüllung von Präferenzen kein oder ein geringerer positiver Wert zugeordnet wird.
Eine weitere mögliche Sichtweise besteht darin, dass es in der Praxis oft einfacher ist, denjenigen Individuen zu helfen, denen es am schlechtesten geht, und dass daher die Verminderung von Leid eine höhere Priorität hat. Glück weiter zu steigern kann sehr schwierig sein, während die Beseitigung oder die Verminderung von Leid ein konkretes und praktisch umsetzbares politisches Ziel darstellen kann. Dies wird als Prioritarismus bezeichnet.
Das Leid ist eine intensive Größe wie zum Beispiel die Konzentration einer Substanz, und keine extensive Größe, wie zum Beispiel eine Substanzmenge. Intensive Größen sind nicht additiv, extensive Größen schon. Daher hat ein Mensch mit starkem Leid den ethischen Vorrang vor einer großen Anzahl von Menschen mit schwachem Leid, obwohl die letzteren rein rechnerisch auf eine größere Gesamtmenge von Leid kommen würden. Man könnte auch sagen, dass diese größere Menge von Leid auf eine größere Anzahl von Menschen aufgeteilt ist, sodass für jeden Menschen die Intensität des Leids geringer ist.